# Länsväg 237
De Zweedse weg 237 (Zweeds: Länsväg 237) is een provinciale weg in de provincies Örebro län en Värmlands län in Zweden en is circa 28 kilometer lang.

## Plaatsen langs de weg
- Karlskoga
- Kyrksten
- Storfors

## Knooppunten
- Länsväg 205: gezamenlijk tracé, bij Karlskoga (begin)
- Riksväg 26 bij Storfors (einde)